# Kaposvár
Kaposvár (en croat Kapošvar, Kapuš(ar), Kapušvar; en alemany, Kopisch, Ruppertsberg, Ruppertsburg, en eslovè, Rupertgrad, en turc, Kapoşvar; en serbi: Капошвар, Kapošvar) és la capital del comtat de Somogy, a Hongria. Està situada a 186 km al sud-oest de Budapest, a la riba del riu Kapos.

## Galeria

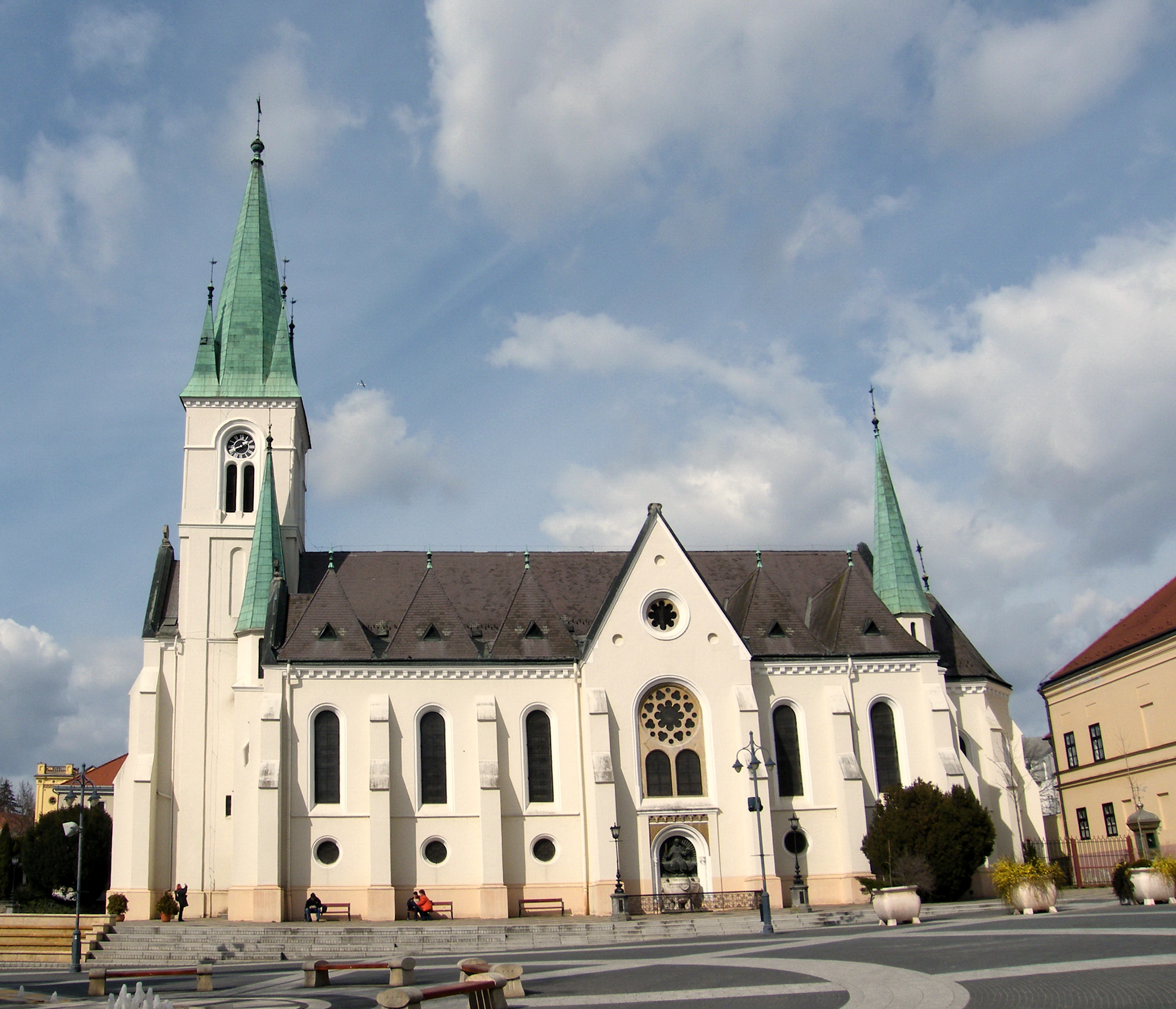
Església de Kaposvár
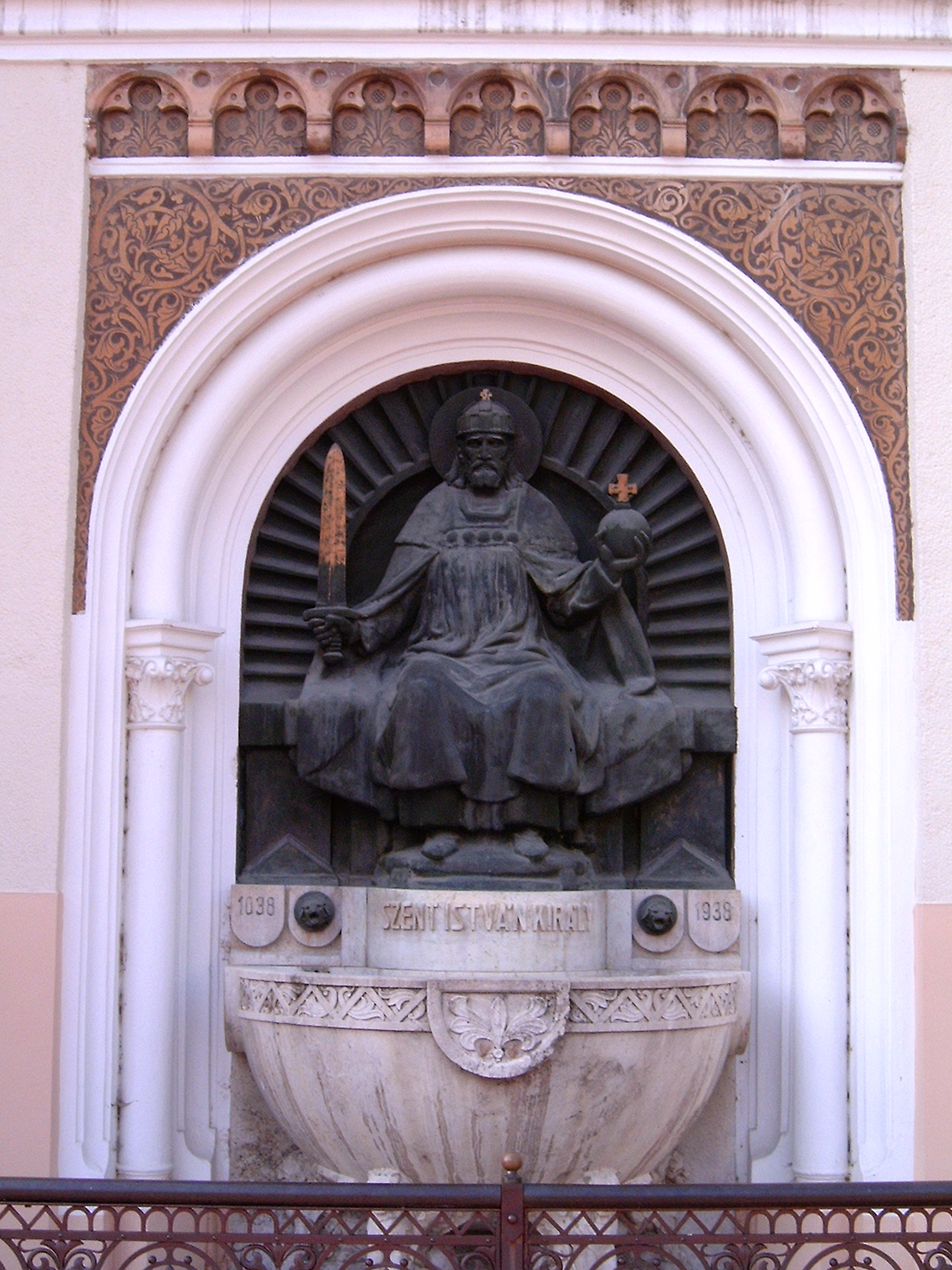
Font d'Esteve I d'Hongria

## Persones il·lustres
- Imre Nagy, president del govern.